# Edward Webersfeld
Edward Webersfeld, właśc. Ferdynand Edward Weber von Webersfeld, pseud. „Tkaczopolski” (ur. 1845 we Lwowie, zm. 3 sierpnia 1918 tamże) – polski aktor, działacz narodowy, publicysta, krytyk teatralny i powstaniec styczniowy.

## Życiorys
Syn austriackiego nauczyciela szkół ludowych (m.in. w Krakowie i Rzeszowie) – Aleksandra i córki kupca Ludwiki Darree. Brat działaczki „Sokoła” w Samborze – Emilii Godfrejów. Wychowany w spolszczonej rodzinie austriackiej o silnych tradycjach niepodległościowych. Dzieciństwo spędzał pod Lwowem, w Dawidowie. Trzykrotnie żonaty (m.in. z aktorką Ludwiką Webersfeld). Miał jedną córkę – Magdalenę.

W latach 1861–1863 uczęszczał do Wyższego Gimnazjum w Rzeszowie (którego nie ukończył). W 1863 r. zaciągnął się wraz z przyjaciółmi – aktorem Gustawem Fiszerem, Marcelim Zboińskim, Aleksandrem Podwyszyńskim i Ludwikiem Weber von Ehrenzweigiem do oddziału powstańczego Żuawów śmierci Rochebruna w Ojcowie. Walczył w oddziale Kurowskiego pod Miechowem, następnie w oddziale Andrzeja Łopackiego, Witolda Rogoyskiego, gen. Dionizego Czachowskiego, m.in. pod Stefankowiem, Borią, Ostrowcem i Rzeczniowem.
Od połowy lat 80. XIX w. działał aktywnie we Lwowie na rzecz kombatantów powstania styczniowego (organizując środowisko weteranów powstania we Lwowie). Zamieszczał też w prasie galicyjskiej liczne wspomnienia z potyczek powstańczych, w jakich brał udział (w prasie lwowskiej). Był także krótko policjantem (wachmistrzem ck żandarmerii) w Husiatyniu.

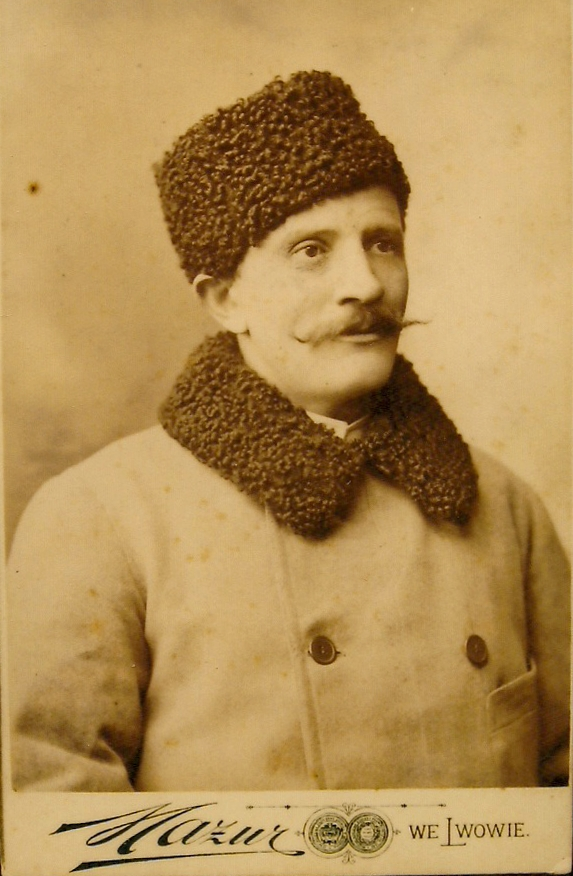
Edward Webersfeld, ok. 1900 r.

Jest autorem kilku sztuk teatralnych i przekładów utworów dramatycznych z niemieckiego. Szczególnie cenne dla teatrologów są jego wspomnienia z pracy w trupach aktorskich galicyjskich teatrów wędrownych, które zamieszczał w latach 1890-1917, m.in. w "Scenie i Sztuce" i "Echu Muzycznym, Teatralnym i Artystycznym" i monografia teatru lwowskiego wraz z Operą za dyrekcji jego przyjaciela – Ludwika Hellera. Będąc urzędnikiem lwowskiego magistratu opracował i wydał pionierską monografię miasteczka Jaworów, która do dziś jest ważnym kompendium wiedzy o jego historii.
Jako aktor prowincjonalny zadebiutował u Konstantego Łobojki jeszcze w 1863 r. (którego poznał dzięki Helenie Modrzejewskiej) w Rzeszowie i Sędziszowie. Jednak za oficjalny debiut uznaje się role u Józefa Bendy w 1865. W kolejnych latach występował w teatrach prowincjonalnych u Konstantego Sulikowskiego w Tarnowie, Miłosza Stengla w Stanisławowie, i u Józefa Bendy, m.in. w Jarosławiu, gdzie grał wraz z Modrzejewską. Na dwa sezony 1867/1869 zatrudnił się w Teatrze Skarbkowskim we Lwowie (w sezonie wakacyjnym koncertując w Krynicy, gdzie m.in. występowali wówczas Reszkowie: Józefina Reszke, Jan Reszke, Edward Reszke i Emilia Reszkówna, Kazimierz Hofman, Karol Stanuchowski i in).
- 13.01.1870-30.07.1870 – gra w teatrach poznańskich (pod pseudonimem "Tkaczopolski") wraz z trupą Miłosza Stengla.
- Sezony 1870/71 (20.12.1870-08.07.1871 i 1871/1872): Teatr Krakowski, za dyrekcji Adama Skorupki.
- 12.1871-24.03.1872 – w zespole Ksawerego Wołłowicza i Astolfa Grafczyńskiego (m.in. w Rzeszowie)
- 1872 – w zespole Anastazy Trapszy (w Kielcach i Radomiu)
- Sezon 1872/1873 (m.in. 08.72) w Warszawie: w teatrach ogródkowych "Tivoli" i "Alhambra"
- Sezon 1872/1873 (10.06.1873) i 1874 r. – Teatr Polski we Lwowie
- W sezonie 1874/1875 – jest dyrektorem własnego teatru prowincjonalnego
- Sezon 1877/1878 (od 3.11.1877 do 19.01.1879) – w zespole Piotra Woźniakowskiego w Tarnowie
- 1878-1880 – jest dyrektorem teatru występującego w poznańskim, m.in. w Śremie; na Śląsku Cieszyńskim (02.1879) i w Galicji (m.in. w Sanoku i Szczawnicy)
- Sezon 1880/81: Teatr Polski we Lwowie, dyr.: Jan Dobrzański m.in.:
  - S. Mosenthal, Zagroda Sobkowa – Kuba (wraz z Ludwiką Webersfeld)
- Sezon 1881/82: Teatr Polski we Lwowie, dyr.: Adam Miłaszewski, m.in.:
  - Victorien Sardou, Ferreol, reż. Aleksander Podwyszyński – Ferreol (benefis Webersfelda)
  - E. Gondienet, Gavaut, Minard i spółka – monodram (benefis Webersfelda)
- Sezon 1883/1884 – kieruje zespołem w Rzeszowie i Lwowie
- 07.1903 r. – zgłasza się do konkursu na dyrektora Teatru Ludowego w Krakowie, wycofuje się po zapoznaniu z warunkami konkursu
- 12.05-01.09.1904 – obejmuje dyrekcję części grupy teatralnej Teatru Ludowego Miłośników Sceny, grającej we Lwowie w sali Colosseum.

Występował w repertuarze dramatycznym (Szekspir, Władysław Anczyc, Słowacki, Mickiewicz, Józef Franciszek Bliziński, Friedrich Schiller i in.) oraz komediowym, jak również śpiewał w modnych wówczas rewiach, farsach, wodewilach i operetkach (m.in.: Krakowiacy i Górale, Zabobon, czyli Krakowiacy i Górale; Żaki i Skarby i upiory Kazimierza Hofmana; Orfeusz w piekle, Wielka Księżna Gerolstein, Rycerz Sinobrody i Małżeństwo przy latarniach Jacques’a Offenbacha; Piękna Galatea i Burszowie Franza von Suppé; Maria, córka pułku; Załoga okrętu Stiepana Zajca i Ivana Dragutina i in.).
Na potrzeby scen teatrów prowincjonalnych w Galicji dokonywał wiele tłumaczeń i aranżacji z niemieckiego, m.in. utworów Friedricha Wilhelma Zieglera, Manuela Jose Diany, Alfreda Capusa i innych.
W ostatnich latach (od 1913) był z ramienia Magistratu lwowskiego kustoszem Muzeum Łozińskich w dawnym pałacu Łozińskich we Lwowie.
Część jego księgozbioru i pamiątek teatralnych znajduje się w Wojewódzkiej i Miejskiej Bibliotece Publicznej w Bydgoszczy.
W roku 2019 ukazała się drukiem powieść historyczna Jolanty Marii Kalety "Wojna i miłość" inspirowana losami m.in. Edwarda Webersfelda.

## Wybrana bibliografia prac

### Utwory literackie
- Nie zginęła! : obrazek historyczny w 4 aktach, – [nie wyd.], W 1897 wyst. m.in. przez teatr E. Webersfelda i Teatr Polski w Krakowie, Prem.: 29.XI.1897
- W pułapce : fraszka w 1 akcie, nakładem Zuckerkandla Lwów; Złoczów, 1898
- Dziewczyna i Dama : (Pałac i rudera) : komedia w 3 aktach. – [nie wyd.], 1899/1900. – Rkps.: BTL 1028 w zbiorach Biblioteki Śląskiej w Katowicach
- Carski zbir : epizod z 1863, [w:] Dziennik Polski. – R. 36 (1903), nr 35,
- Carscy bohaterowie : obrazek sceniczny w 1 akcie na tle powstania z R. 1863/4, – Lwów, 1911
- Wyprawa na Miechów 1863 roku

### Prace monograficzne
- Jaworów : monografia historyczna, etnograficzna i statystyczna. – Lwów, 1904
- Teatr Miejski we Lwowie za dyrekcji Ludwika Hellera 1906-1918. – Lwów, 1917
- Teatra włościańskie: praktyczne wskazówki dla urządzenia przedstawień przez włościańskie kółka amatorskie – rkps. w zbiorach ZNiO we Wrocławiu
- Katechizm dla teatrów amatorskich. – Lwów ; Złoczów, 1898
- Teatr Miejski we Lwowie : studia i szkice
- Teatr prowincjonalny w Galicji : wspomnienia teatralne i inne

## Praca redakcyjna
- 1893–1894 – Życie. Dwutygodnik polityczny, społeczny i ekonomiczny – red. odpow.: E. Webersfeld i Artur Cybański (pismo Ligi Polskiej Zygmunta Miłkowskiego). Pismo z uwagi na profil narodowo-patriotyczny, antyrządowy było wielokrotnie rekwirowane przez władze i cenzurowane[13][14].

## Działalność patriotyczna i społeczna
Po zakończeniu kariery teatralnej (w roku 1884) aż do śmierci (w r. 1918) był zaangażowany w działalność narodową i publicystyczną. Pisywał do Dziennika Lwowskiego, Wieku Nowego, Gazety Lwowskiej i krakowskiej Nowej Reformy. Jan Dobrzański umożliwił mu również pisanie do Gazety Narodowej. Najdłużej, bo aż do roku 1914 związany był z narodowo-patriotycznym Słowem Polskim.
Wraz z Heleną Dąbczańską, Józefem Białynią-Chołodeckim i Rudolfem Mękickim organizował szereg wystaw, odczytów, pogadanek poświęconych powstaniu styczniowemu. Od roku 1890 był członkiem Ligi Polskiej, a następnie (od 1893 r.) Ligi Narodowej we Lwowie. Jako sekretarz magistratu w Husiatyniu angażował się w prace komitetu wyborczego kandydata Stronnictwa Narodowo-Demokratycznego w Galicji, Jana Gwalberta Pawlikowskiego.
- 1887 – Towarzystwo Weteranów z roku 1863/64, Lwów – sekretarz
- 1888–1918 – Towarzystwo Wzajemnej Pomocy Uczestników Powstania 1863/64 – członek zwyczajny Delegacji Lwowskiej (oddziału lwowskiego)[19]
- Od 1899 – Towarzystwo Miłośników Sceny we Lwowie (od 1901 – Teatr Ludowy Miłośników Sceny we Lwowie) – członek zwyczajny teatru od 22.07.1904 – członek komisji dla oprac. reformy organizacji towarzystwa
- 1906–1918 – związany z pracą w administracji Teatru Polskiego we Lwowie za dyrekcji Ludwika Hellera

## Wybrane źródła
- B. Maresz, M. Szydłowska, Repertuar Teatru Polskiego we Lwowie : 1894-1900, Kraków, 2005
- B. Maresz, M. Szydłowska, Repertuar Teatru Polskiego we Lwowie : Teatr Miejski pod dyrekcją Tadeusza Pawlikowskiego : 1900-1906, Kraków, 2005
- J. Michalik, Dzieje Teatru w Krakowie w latach 1893-1915 : W cieniu Teatru Miejskiego, t. 5, cz. 2, Kraków, 1987
- E. Webersfeld, Z teki aktora, w: Wspomnienia aktorów (1800-1925), t. 1, oprac. S. Dąbrowski, R. Górski, Warszawa, 1963
- E. Webersfeld, Z dawnych wspomnień, w: Szkoła charakterów : księga jubileuszowa I Gimnazjum i Liceum w Rzeszowie, oprac. Józef Świeboda, Rzeszów, 1985
- M. Bylczyński, Webersfeldowie, w: "Semper Fidelis". – 2007, nr 2, s. 44-46
- M. Bylczyński, Webersfeldowie : (ze Lwowa do Bydgoszczy), w: "Promocje Kujawsko-Pomorskie", 2007, nr 1-6, s. 9-10
- M. Bylczyński, Teatralny Lwów w cieniu habsburskiego orła, w: "Kurier Galicyjski" (Ivano-Frankivsk). – 2007, nr 8, s. 6
- Teatr polski w latach 1890-1918 : zabór austriacki i pruski, pod red. T. Siverta, t. 4, Warszawa, 1987
- Teatr Miejski we Lwowie za dyrekcji Ludwika Hellera 1906-1918. – Lwów, 1917
- L. Weber-Ehrenzweig, Wyprawa Czachowskiego, w: W 40 rocznicę powstania styczniowego : 1863-1903, Lwów, 1903
- E. Webersfeld, Pisma zebrane, T. 1: Prace o teatrze, pod red. M. Dęboróg-Bylczyńskiego, Bydgoszcz – Gdańsk, 2012
- Biogram E. W. [w:] Słownik biograficzny teatru polskiego, t. 1, Warszawa, 1973
- J. Hera, Losy niespokojnych, Warszawa, 1993 (tu m.in. portret Webersfelda)
- M. Bylczyński, E. Webersfeld, Wyprawa na Miechów 1863, w: "Wiedza Obronna", 2013, nr 2
- Stanisław Kozicki, Historia Ligi Narodowej 1887-1907, Londyn 1964